# Liste der Nummer-eins-Country-Alben in den USA (2004)
Dies ist eine Liste der Nummer-eins-Alben in den von Billboard ermittelten Verkaufscharts für Country-Alben in den USA im Jahr 2004. In diesem Jahr gab es elf Nummer-eins-Alben.

| ← 2003 ← | Liste der Nummer-eins-Country-Alben in den USA | Liste der Nummer-eins-Country-Alben in den USA | Liste der Nummer-eins-Country-Alben in den USA | 2005 →                    |
| \| Zeitraum \| Wo. ges. \| Interpret \| Titel \| Zusätzliche Informationen \| \| (Zeitraum, Wochen auf Platz eins, Interpret, Titel, zusätzliche Informationen) \| \| \| \| \| \| ------------------------------------------------------------------------------ \| -------- \| --------------- \| ----------------------------- \| ------------------------- \| \| 27. Dezember 2003 – 20. Februar 2004 8 Wochen (insgesamt 13) \| 13 \| Toby Keith \| Shock'n Y'all[1] \| — \| \| 21. Februar 2004 – 28. Mai 2004 14 Wochen (insgesamt 14) \| 14 \| Kenny Chesney \| When the Sun Goes Down[2] \| — \| \| 29. Mai 2004 – 30. Juli 2004 9 Wochen (insgesamt 9) \| 9 \| Gretchen Wilson \| Here for the Party[3] \| — \| \| 31. Juli 2004 – 3. September 2004 5 Wochen (insgesamt 5) \| 5 \| Jimmy Buffett \| License to Chill[4] \| — \| \| 4. September 2004 – 10. September 2004 1 Woche (insgesamt 1) \| 1 \| Big & Rich \| Horse of a Different Color[5] \| — \| \| 11. September 2004 – 24. September 2004 2 Wochen (insgesamt 2) \| 2 \| Tim McGraw \| Live Like You Were Dying[6] \| — \| \| 25. September 2004 – 1. Oktober 2004 1 Woche (insgesamt 1) \| 1 \| Alan Jackson \| What I Do[7] \| — \| \| 2. Oktober 2004 – 8. Oktober 2004 1 Woche (insgesamt 3) \| 3 \| Tim McGraw \| Live Like You Were Dying \| — \| \| 9. Oktober 2004 – 15. Oktober 2004 1 Woche (insgesamt 1) \| 1 \| Keith Urban \| Be Here[8] \| — \| \| 16. Oktober 2004 – 22. Oktober 2004 1 Woche (insgesamt 1) \| 1 \| Rascal Flatts \| Feels Like Today[9] \| — \| \| 23. Oktober 2004 – 26. November 2004 5 Wochen (insgesamt 5) \| 5 \| George Strait \| 50 Number Ones[10] \| — \| \| 27. November 2004 – 31. Dezember 2004 5 Wochen (insgesamt 5) \| 5 \| Shania Twain \| Greatest Hits[11] \| — \| |                                                |                                                |                                                |                           |
| ← 2003 |                                                |                                                |                                                | → 2005 →                  |
| Zeitraum | Wo. ges.                                       | Interpret                                      | Titel                                          | Zusätzliche Informationen |
| (Zeitraum, Wochen auf Platz eins, Interpret, Titel, zusätzliche Informationen) |                                                |                                                |                                                |                           |
| 27. Dezember 2003 – 20. Februar 2004 8 Wochen (insgesamt 13) | 13                                             | Toby Keith                                     | Shock'n Y'all                                  | —                         |
| 21. Februar 2004 – 28. Mai 2004 14 Wochen (insgesamt 14) | 14                                             | Kenny Chesney                                  | When the Sun Goes Down                         | —                         |
| 29. Mai 2004 – 30. Juli 2004 9 Wochen (insgesamt 9) | 9                                              | Gretchen Wilson                                | Here for the Party                             | —                         |
| 31. Juli 2004 – 3. September 2004 5 Wochen (insgesamt 5) | 5                                              | Jimmy Buffett                                  | License to Chill                               | —                         |
| 4. September 2004 – 10. September 2004 1 Woche (insgesamt 1) | 1                                              | Big & Rich                                     | Horse of a Different Color                     | —                         |
| 11. September 2004 – 24. September 2004 2 Wochen (insgesamt 2) | 2                                              | Tim McGraw                                     | Live Like You Were Dying                       | —                         |
| 25. September 2004 – 1. Oktober 2004 1 Woche (insgesamt 1) | 1                                              | Alan Jackson                                   | What I Do                                      | —                         |
| 2. Oktober 2004 – 8. Oktober 2004 1 Woche (insgesamt 3) | 3                                              | Tim McGraw                                     | Live Like You Were Dying                       | —                         |
| 9. Oktober 2004 – 15. Oktober 2004 1 Woche (insgesamt 1) | 1                                              | Keith Urban                                    | Be Here                                        | —                         |
| 16. Oktober 2004 – 22. Oktober 2004 1 Woche (insgesamt 1) | 1                                              | Rascal Flatts                                  | Feels Like Today                               | —                         |
| 23. Oktober 2004 – 26. November 2004 5 Wochen (insgesamt 5) | 5                                              | George Strait                                  | 50 Number Ones                                 | —                         |
| 27. November 2004 – 31. Dezember 2004 5 Wochen (insgesamt 5) | 5                                              | Shania Twain                                   | Greatest Hits                                  | —                         |